# Stereopalpus eva
Stereopalpus eva là một loài bọ cánh cứng trong họ Anthicidae. Loài này được Semenow miêu tả khoa học năm 1895.